# Krystyna Łybacka
Krystyna Maria Łybacka, née le 10 février 1946 à Jutrosin et morte le 20 avril 2020 à Poznań, est une femme politique polonaise, membre de l'Alliance de la gauche démocratique (SLD).

## Biographie
Krystyna Łybacka est élue députée en 1991 et siège à la Diète de la république de Pologne sans interruption jusqu'en 2014. De 2001 à 2004, elle est ministre de l'Éducation nationale et des Sports dans le cabinet Miller. Lors des élections européennes de 2014, elle est élue au Parlement européen, où elle siège au sein de l'Alliance progressiste des socialistes et démocrates au Parlement européen.